# Răscoala din Herțegovina (1875–1877)
Răscoala din Herțegovina din anii 1875–1877 (în sârbo-croată: Hercegovački ustanak, în alfabetul chirilc sârb: Херцеговачки устанак) a fost o revoltă a etnicilor sârbi împotriva Imperiului Otoman, începută și desfășurată în principal în Herțegovina (de unde și numele), de unde s-a răspândit și în Bosnia. A fost cea mai importantă răscoală antiotomană din Herțegovina. Ea a fost precipitată de răul tratament practicat de beii și agalele din vilayetul otoman Bosnia — anume de ignorarea sau de opunerea de rezistență de către latifundiarii bosniaci față de reformele anunțate de sultanul Abdülmecid I, prin care supușii creștini primeau noi drepturi, se modificau regulile de recrutare în armată și se desființau practicile feudale în agricultură. Aceștia recurgeau adesea la măsuri mai represive împotriva supușilor lor creștini, iar povara fiscală asupra țărănimii predominant creștine era într-o constantă creștere.
Rebelii au fost ajutați cu arme și voluntari din principatele autonome Muntenegru și Serbia, ale căror guverne au declarat în cele din urmă război otomanilor la 18 iunie 1876, ceea ce a dus la declanșarea Războiului Sârbo-Turc (1876–1878) și a celui Otomano-Muntenegrean (1876–1878), și care la rândul lor au condus la Războiul Ruso-Turc (1877–1878) și la Marea Criză Orientală. Un rezultat al acestor războaie și răscoale a fost Congresul de la Berlin din 1878, prin care Muntenegru și Serbia au devenit independente și și-au extins teritoriul, în vreme ce Austro-Ungaria a ocupat Bosnia și Herțegovina pentru 30 de ani, deși ea rămânea de jure teritoriu otoman.

## Pregătiri

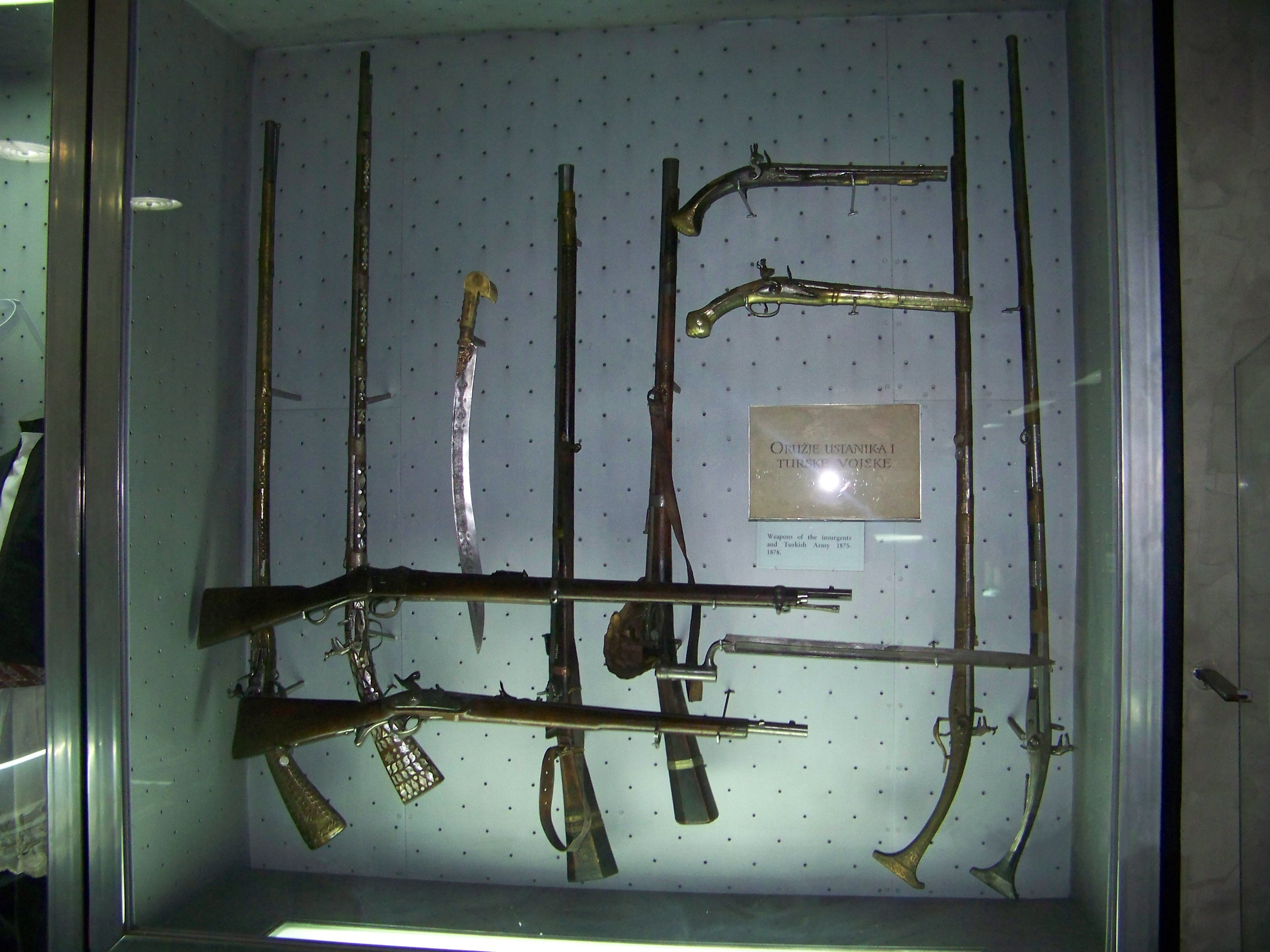
Arme din timpul răscoalei

### În Herțegovina
Încă de la sfârșitul lui august și începutul lui septembrie 1874, liderii din Herțegovina Jovan Gutić, Simun Zečević, Ilija Stevanović, Trivko Grubačić, Prodan Rupar⁠(en)[traduceți] și Petar Radović, s-au întâlnit și au hotărât să înceapă pregătirile de luptă. Ei au pregătit arme și muniții, case conspirative și au decis ca, cu ajutorul Muntenegrului, să declanșeze răscoala în primăvara lui 1875. Grupul a inițiat discuții cu Nikola I Petrović, dar acesta nu era dispus să riște un război fără susținerea Rusiei. Pregătirile au continuat, cu serdarii Todor Mujičić, Gligor Milićević, Vasilj Svorcan și Sava Jakšić în fruntea răsculaților din regiunile Bileća and Trebinje.
Otomanii au aflat de convorbirile cu Nikola I și au încercat să-i captureze pe liderii conspirației, dar aceștia s-au refugiat în Muntenegru în iarna lui 1874. În 1875, se amestecă și Austria, care avea interese în Bosnia și Herțegovina, încercând să obțină de la otomani amnistierea răsculaților.

### În Bosnia
Pregătirile au început mai târziu în Bosnia și nu s-au putut coordona cu cele din Herțegovina. Aici erau implicați Vaso Vidović, Simo și Jovo Bilbija, Spasoje Babić și Vaso Pelagić⁠(en)[traduceți]. Planul lor era de a elibera mai întâi satele Kozara; Prosara și Motajica⁠(en)[traduceți], atacând apoi liniile de comunicație și izolând orașele de pe râul Sava, pentru a cuceri apoi Banja Luka. Data de declanșare a răscoalei a fost stabilită la 18 august 1875. Otomanii i-au încarcerat pe preoții din Prijedor, ceea ce a mărit presiunea asupra populației, locuitorii din Dvorište⁠(en)[traduceți], Čitluka, Petrinje, Bačvani⁠(en)[traduceți], Pobrđani și Tavija⁠(en)[traduceți] i-au atacat pe turci la Dvorište în 15 august. Răscoala s-a declanșat, liderul ei fiind Ostoja Kormanoš.

## Răscoala în Herțegovina

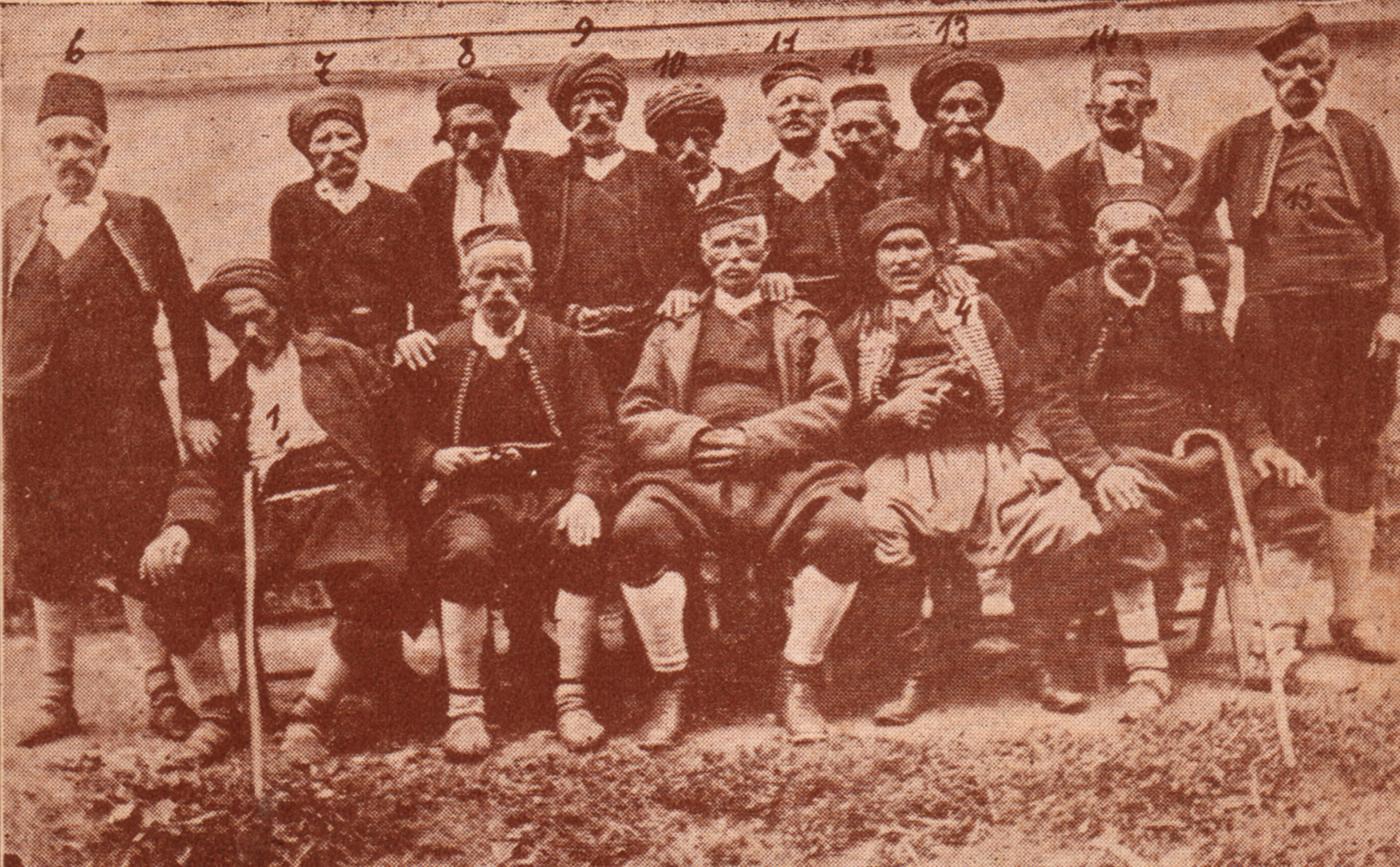
Bătrânii (1875).

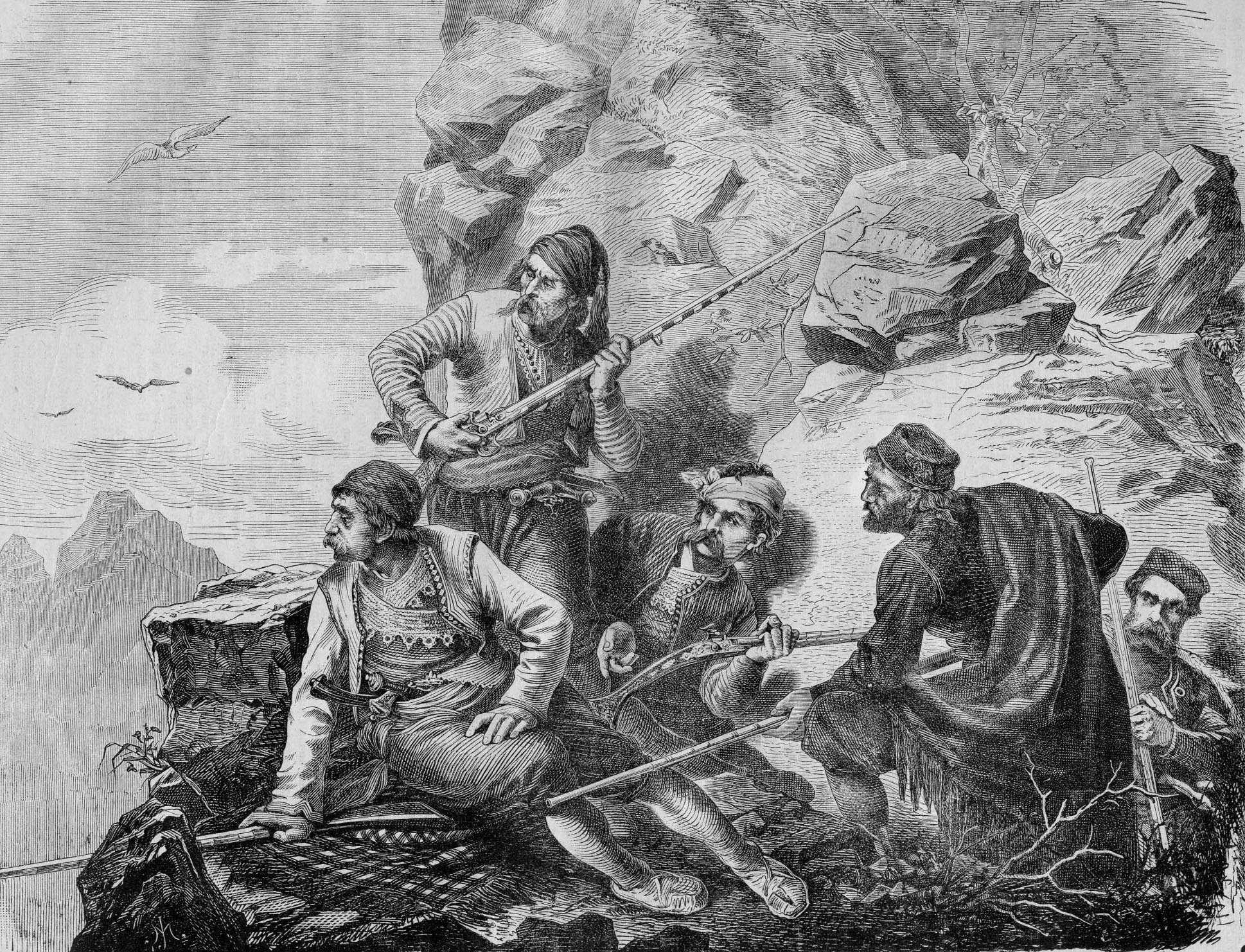
Herțegovineni într-o ambuscadă, 1875.

Conducătorii răscoalei s-au întors din Muntenegru în 1875 și și-au continuat planurile de luptă. Ei intenționau eliberarea regiunii Nevesinje⁠(en)[traduceți], după care să se extindă în restul Herțegovinei. Între timp, turcii îl căutau pe haiducul Pera Tunguz, care atacase un convoi în munții Bišini la 5 iulie. La 9 iulie, autoritățile care îl căutau pe Tunguz au intrat într-un conflict cu țăranii înarmați în frunte cu Jovan Gutić pe dealul Gradac⁠(en)[traduceți] la nord de Krekova. Acest conflict avea să fie denumit Nevesinjska puška („pușca din Nevesinje”) și a marcat declanșarea răscoalei în toată Herțegovina. Mai întâi au fost implicate zonele Nevesinje, Bileća⁠(en)[traduceți] și Stolac⁠(en)[traduceți], după care în august și Gacko⁠(en)[traduceți] și zona de graniță dinspre Muntenegru. Cete de 50–300 de oameni și bande de 500–2000 se adunau și atacau posturile otomane de grăniceri și turnurile beilor.

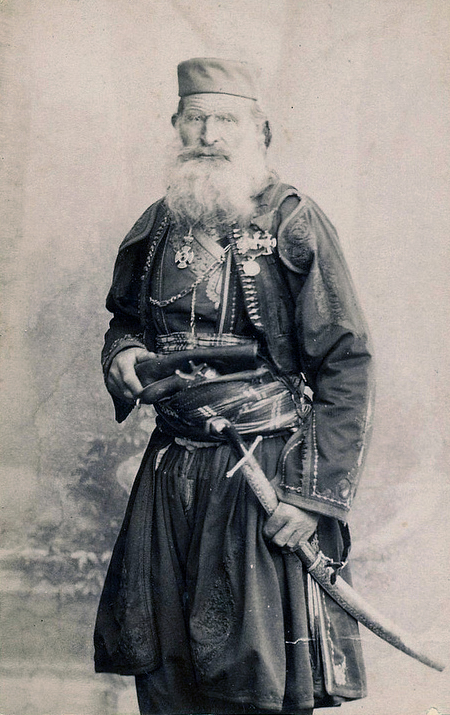
en, unul din liderii răsculaților.

Otomanii aveau 4 batalioane ale armatei regulate (nizami) cu un total de 1800 de soldați, situate la Mostar, Trebinje, Nikšić, Foča și pe frontiere, dar și un număr mare de başıbuzuci prezenți în toată provincia. Trupele otomane sunt comandate de Selim Paşa care la rândul lui se afla sub ordinele lui Derviş Paşa, comandantul vilayetului Bosnia. După izbucnirea răscoalei, turcii au încercat să câștige timp până la venirea întăririlor cerând negocieri. Rebelii doreau reducerea birurilor, ceea ce turcii au refuzat, și luptele au continuat. În august, din Bosnia au sosit 4000 de nizami, și apoi alte 4 batalioane au venit pe mare prin la Trebinje prin Klek⁠(en)[traduceți]. Până în iulie și august, rebelii distruseseră majoritatea posturilor de grăniceri și asediaseră Trebinje la 5 august. Turcii au recâștigat Trebinje la 30 august. La sfârșitul lui august, au izbucnit însă lupte și în Bosnia, iar Serbia și Muntenegru au promis ajutor, ceea ce a dus la escaladarea violențelor.

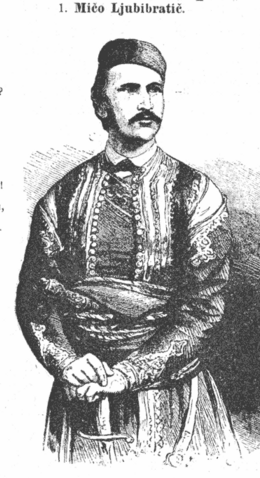
Mićo Ljubibratić.

Principele Nikola l-a trimis pe Petar Vukotić și un număr mare de voluntari muntenegreni au sosit sub comanda lui Peko Pavlović. Guvernul sârb nu a îndrăznit să acorde asistență fățișă din cauza presiunilor internaționale, dar l-a trimis în secret pe Mićo Ljubibratić (care participase la răscoala din 1852–1862) și pe alții. A existat un conflict și între rebeli din cauza dezacordului între reprezentanții guvernelor sârb și muntenegrean, ceea ce a dus la pierderi pentru răsculați.

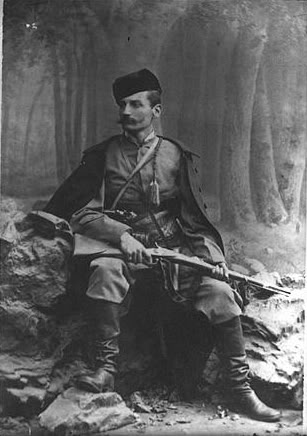
Principele Petru a folosit în timpul răscoalei pseudonimul de Mrkonjić.

### Nevesinje
Primul succes semnificativ a venit la 29 august în atacul asupra orașului Nevesinje. Orașul era apărat de 370 nizami, un detașament de bașbuzuci, și în  Odžak erau alți 300 de călăreți. Atacul a fost efectuat de 700 de muntenegreni și 2.700 de insurgenți care au cucerit o redută. Luptele au cuprins întregul oraș, cu excepția câtorva părți, rebelii capturând cantități mari de alimente și de arme. Acest succes a ajutat la negocierile cu Poarta, iar orașele sud-slave s-au organizat pentru ajutarea rebelilor. La Belgrad, Novi Sad, Zagreb, Trieste, Dubrovnik și Cetinje au fost înființate comitete de susținere a rebelilor. Pe plan extern, s-au remarcat eforturile lui Giuseppe Garibaldi și a altor grupări, inclusiv la Roma, Veneția, Londra, Viena și în alte orașe.

### Conflictul din Papratnica și blocada orașelor
La sfârșitul lunii august, turcii au reușit să adune 15.000 de bărbați și 48 de tunuri. Rebelii numărau circa 10.000 și erau mult mai slab echipați, ca urmare au încercat să-i abordeze pe turci în ambuscade și în lupte de gherilă. În septembrie turcii erau asediați în Niksic, Nevesinje, Gacko, și Bileća. La sfârșitul lunii, turcii au adus alte 4 batalioane de nizami. În luna octombrie, rebelii au cucerit 49 de posturi de grăniceri din zonele Gacko, Golije și Bunyan, turcii fiind împiedicați să comunice între Niksic și Gacko.

### Înfrângerea turcilor de la Muratovic
Turcii s-au retras, dar în octombrie le-a venit un nou comandant, Reuf Paşa. Pe 10–11 noiembrie, turcii au încercat să deblocheze zona montană și au suferit o înfrângere grea la Muratovic, în fața a 3500 de rebeli.
Reuf Paşa avea la 24 noiembrie 4500 de soldați în munți. La 22 decembrie 8000 de soldați din Gacko au pătruns în Niksic. La Krsc, insurgenții au strâns o forță puternică, dar din cauza neînțelegerilor între liderii lor Lazara Sočice si Bogdan Zimonjic, o forță mai slabă (5000 de insurgenți) i-a atacat pe turci și au fost respinși. Reuf-Pașa s-a întors apoi la Gacko. În iarna lui 1875-1876, ambele părți au profitat de pauză pentru a-și reface forțele. Petar Vukotic devine comandantul răsculaților.

### Întărirea turcilor intervenția diplomatică
În ianuarie 1876, turcii l-au înlocuit pe Reuf Paşa cu Muhtar Paşa, care acum avea 30.000 de soldați sub comanda sa, dar numai jumătate erau gata de luptă. Alții erau bolnavi sau răniți în luptele de până atunci. Detașamentul lui Peka Pavlović cu 1500 de luptători a atacat la 18-20 ianuarie cinci unităti de nizami și bașbuzuci detașare și le-a învins. Muhtar Paşa a strâns în secret 16 batalioane în Trebinje, care pe timp de noapte au ieșit la Popovo și pe 29-30 ianuarie l-au atacat pe Pavlović din toate părțile. S-au dus lupte toată ziua, iar răsculații au reușit să iasă din încercuire pe timp de noapte către Trebišnjice. Pierderile sârbilor au fost de peste 100 de morți și răniți.
La 31 ianuarie, Austro-Ungaria a cerut din nou Porții să implementeze reformele promise. Poarta a acceptat, dar rebelii nu, ceea ce i-a determinat pe austro-ungari să înceapă negocierile cu principele Nikola. Acesta dorea expansiunea teritorială a Muntenegrului și recunoașterea ca stat independent în schimbul opririi susținerii pentru rebeli. La următoarele negocieri, turcii au oferit rebelilor amnistie generală, scutirea de zeciuială pe un an,  și de alte taxe pe 2 ani și ajutor la reconstrucția locuințelor distruse de război. Rebelii ai cerut ca o treime din teritoriu să fie atribuită creștinilor, iar garnizoane turcești să rămână numai la Niksic, Foca, Trebinje, Mostar, Stolac și Pljevlja. Turcii au refuzat.

### Luptele de la Muratovic și de lângă Niksic
În martie 1876, turcii au pierdut o nouă bătălie la Muratovic, soldată cu 800 morți, iar insurgenții au capturat 1.300 de puști. Muhtar Paşa a primit alte întăriri în martie și avea deja 22.000 de soldați. La începutul lunii aprilie, forțele sale din Gacko erau 20 de batalioane și 2000 nizami și bașbuzuci. La 13 aprilie, grosul trupelor s-a dus la Niksic și rebelii au reușit să opună rezistență numai la ieșirea din defileu. Ultimele lupte s-au dat între 14 și 17 aprilie cu forțele rebele localnice. Turcii au suferit pierderi grele și s-au retras spre Gacko. În Gacko, Muhtar Paşa a strâns o forță și mai mare, 29 de batalioane de nizami și 5000 de bașbuzuci și cu aceste forțe a pătruns în 28-29 aprilie în Niksic. Acolo, a găsit trupe asediate care erau pe punctul de a se preda din cauza foametei. Cu toate acestea, la întoarcerea în Gacko, turci au suferit alte pierderi în urma unui atac al rebelilor.

### Situația înaintea ocupării Bosniei și Herțegovinei
În timp ce revolta încă se desfășura, Germania, Rusia și Austro-Ungaria au propus două luni de încetare a focului în cadrul reuniunii ce a avut loc la mijlocul lunii mai. Întrte timp, se duceau negocieri și între guvernele Serbiei și Muntenegrului, care a condus la declarația de război dată Imperiului Otoman la 30 iunie 1876. Insurgenții herțegovineni au aderat la armata Muntenegrului și au contribuit la bătălia de la Vučji Do din 28 iulie 1876 si la cucerirea orașului Niksic în septembrie 1877. În anul 1878, armata muntenegreană a operat în zona litoralului, iar insurgenții în Herțegovina.

## Răscoala în Bosnia

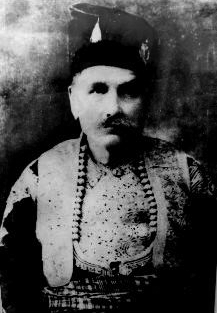
en.

Conform lui Herr Fric, rebelii sârbi erau „extrem de numeroși și în unele cazuri bine înarmați” și erau împărțiți în următoarele unități:
- Risovac și Grmeč⁠(en)[traduceți], în Bosnia de Vest.[2]

Luptătorii se aflau sub conducerea lui Golub Babić⁠(en)[traduceți], Marinković, Simo Davidović, Pope Karan și Trifko Amelić. Colonelul sârb Despotović era la comanda de ansamblu și organizase cetele disparate în 8 batalioane.
- Vučjak⁠(en)[traduceți], în Bosnia de Est.[2]
- Pastirevo și Kozara, în Bosnia de Nord.[2]

Cetele erau conduse de Marko Djenadija, Ostoja, Spasojević, Marko Bajalica, Igumen Hadzić și Pope Stevo. Noua tabără de la Brezovac, nu departe de Novi⁠(en)[traduceți], era condusă de Ostoja Vojnović. Fosta tabără a lui Karađorđevići din Ćorkovac⁠(en)[traduceți] era acum condusă de Ilija Sević.
Obiectivul cetelor era de a împiedica orice concentrare de trupe turcești pe Drina, la frontiera vestică a Serbiei. Întrucât nu era posibilă în Bosnia o insurecție bine organizată, rebelii au urmărit și au terorizat populația musulmană, izolându-i pe aceștia în orașele lor. Cetele i-au apărat și i-au ajutat pe fugarii din păduri, bărbați neînarmați, femei și copii, să ajungă la frontierele Serbiei sau Austriei.
Conform lui Mackenzie și Irby,  care au călătorit în regiune în 1877, situația creștinilor era precară, numărul de fugari depășind 200.000 în zonele de frontieră în ianuarie 1877.
Rebelii din Bosnia de Sud eliberaseră zona de turci, și se aflau acum sub comanda lui Despotović, între granița cu Austria și cetățile turcești Kulin Vakup, Ključ⁠(en)[traduceți] și Glamoč.
În august 1877, toți bărbații bosniaci musulmani între 15 și 70 de ani au fost chemați la luptă, deși existau deja 54 de batalioane, a câte 400–700 de oameni.

## Urmări
Agitația s-a răspândit rapid în rândul populației creștine din celelalte provincii otomane din Balcani (cu precădere în Bulgaria, unde a avut loc Revolta din Aprilie) și a declanșat ceea ce avea să fie cunoscut ca Marea Criză Orientală. Atrocitățile comise de Imperiul Otoman în încercarea de a reprima revoltele din provinciile balcanice a dus în cele din urmă la Războiul Ruso-Turc din 1877–1878, terminat cu înfrângerea turcilor și cu semnarea Tratatului de la San Stefano din martie 1878, urmat în luna iulie a aceluiași an de tratatul de la Berlin, prin care teritoriile și puterea otomanilor în Europa au fost drastic reduse. Congresul de la Berlin a hotărât ca Bosnia și Herțegovina, deși rămase nominal sub suveranitatea Constantinopolului, să fie guvernate de Austro-Ungaria.  Austro-Ungaria a anexat apoi Bosnia și Herțegovina în 1908.  Ocupația și anexarea i-au revoltat pe naționaliștii sârbi, revolta lor manifestându-se prin asasinarea arhiducelui Franz Ferdinand al Austriei de către naționalistul sârb bosniac⁠(en)[traduceți] Gavrilo Princip.